# (35022) 1981 EK13
1981 EK13 (asteroide 35022) é um asteroide da cintura principal. Possui uma excentricidade de 0.10885970 e uma inclinação de 5.81279º.
Este asteroide foi descoberto no dia 1 de março de 1981 por Schelte J. Bus em Siding Spring.